# Разерфорд (Нью-Джерсі)
Разерфорд (англ. Rutherford) — місто (англ. borough) в США, в окрузі Берген штату Нью-Джерсі. Населення — 18 834 особи (2020).

## Географія
Разерфорд розташований за координатами 40°49′13″ пн. ш. 74°6′22″ зх. д. / 40.82028° пн. ш. 74.10611° зх. д. (40.820314, -74.106041).  За даними Бюро перепису населення США в 2010 році місто мало площу 7,62 км², з яких 7,27 км² — суходіл та 0,35 км² — водойми.

## Демографія
Згідно з переписом 2010 року, у селищі мешкала 18 061 особа в 6949 домогосподарствах у складі 4660 родин. Було 7278 помешкань
Расовий склад населення:
| - 77,6 % — білих - 13,1 % — азіатів - 2,9 % — чорних або афроамериканців - 0,1 % — корінних американців - 3,7 % — осіб інших рас |

До двох чи більше рас належало 2,7 %. Частка іспаномовних становила 14,1 % від усіх жителів.
За віковим діапазоном населення розподілялося таким чином: 21,0 % — особи молодші 18 років, 65,5 % — особи у віці 18—64 років, 13,5 % — особи у віці 65 років та старші. Медіана віку мешканця становила 40,3 року. На 100 осіб жіночої статі у селищі припадало 92,7 чоловіків;  на 100 жінок у віці від 18 років та старших — 90,2 чоловіків також старших 18 років.
Середній дохід на одне домашнє господарство  становив 107 845 доларів США (медіана — 84 778), а середній дохід на одну сім'ю — 125 318 доларів (медіана — 103 166). Медіана доходів становила 64 235 доларів для чоловіків та 60 353 долари для жінок. За межею бідності перебувало 4,6 % осіб, у тому числі 5,4 % дітей у віці до 18 років та 6,3 % осіб у віці 65 років та старших.
Цивільне працевлаштоване населення становило 9899 осіб. Основні галузі зайнятості: освіта, охорона здоров'я та соціальна допомога — 21,5 %, науковці, спеціалісти, менеджери — 15,4 %, фінанси, страхування та нерухомість — 12,2 %, роздрібна торгівля — 9,3 %.